# Dustin Lance Black

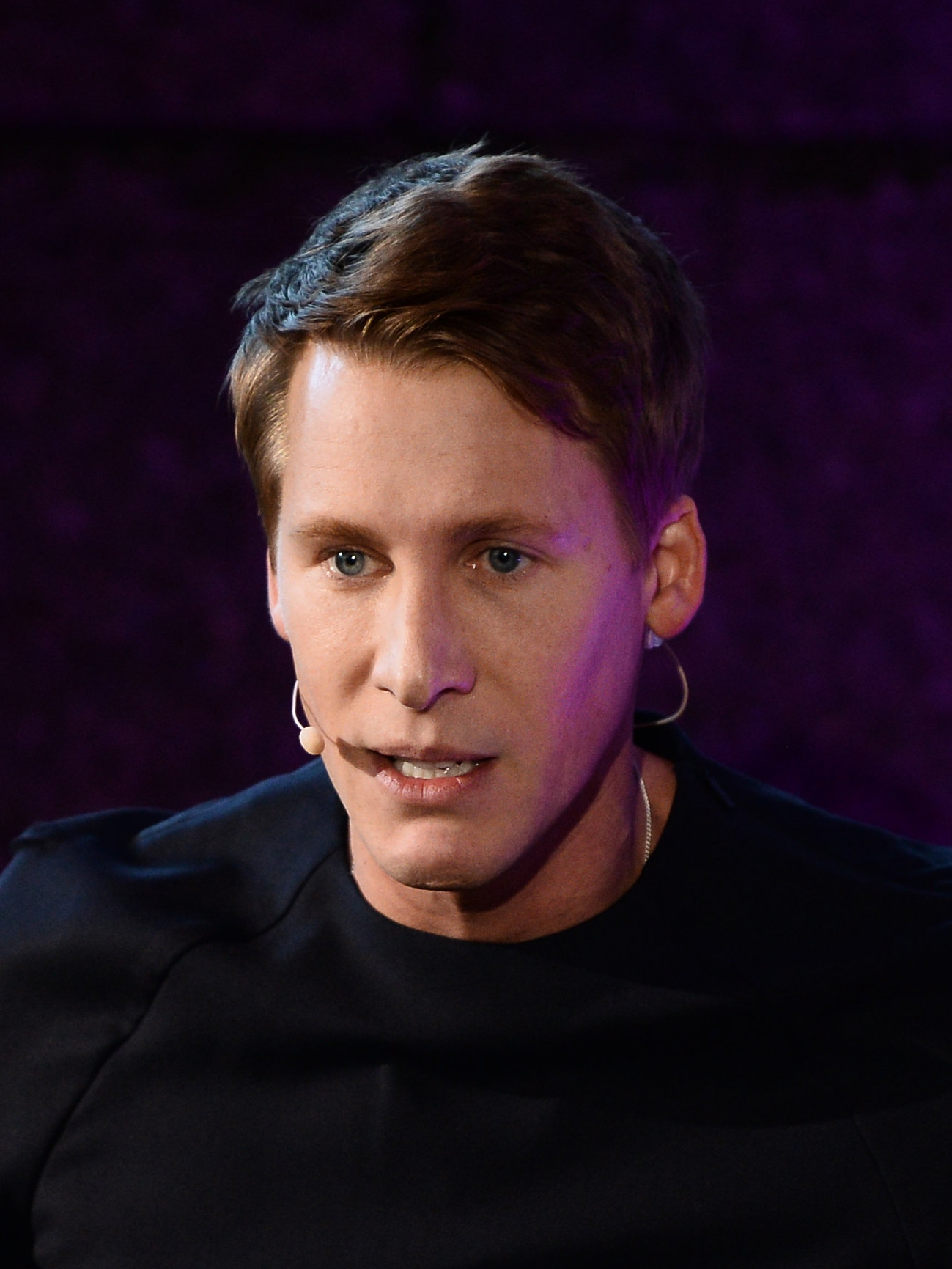
Dustin Lance Black, 2017

Dustin Lance Black (* 10. Juni 1974 in Sacramento, Kalifornien) ist ein US-amerikanischer Filmemacher (Drehbuchautor, Regisseur und Filmproduzent), Oscarpreisträger und politischer Aktivist insbesondere für LGBTQI*-Rechte.
Black ist besonders bekannt für sein oscarprämiertes Drehbuch zu Milk und für seinen erfolgreichen politischen Beitrag zur landesweiten Durchsetzung der Ehe für alle durch den Obersten Gerichtshof der Vereinigten Staaten mit der Hilfe von Julian Bond (Berater Martin Luther Kings) und der unerwarteten Zusammenarbeit der SCOTUS-Juristen Theodore Olson und David Boies (erbitterte Gegner im Prozess Bush v. Gore).

## Leben und Karriere

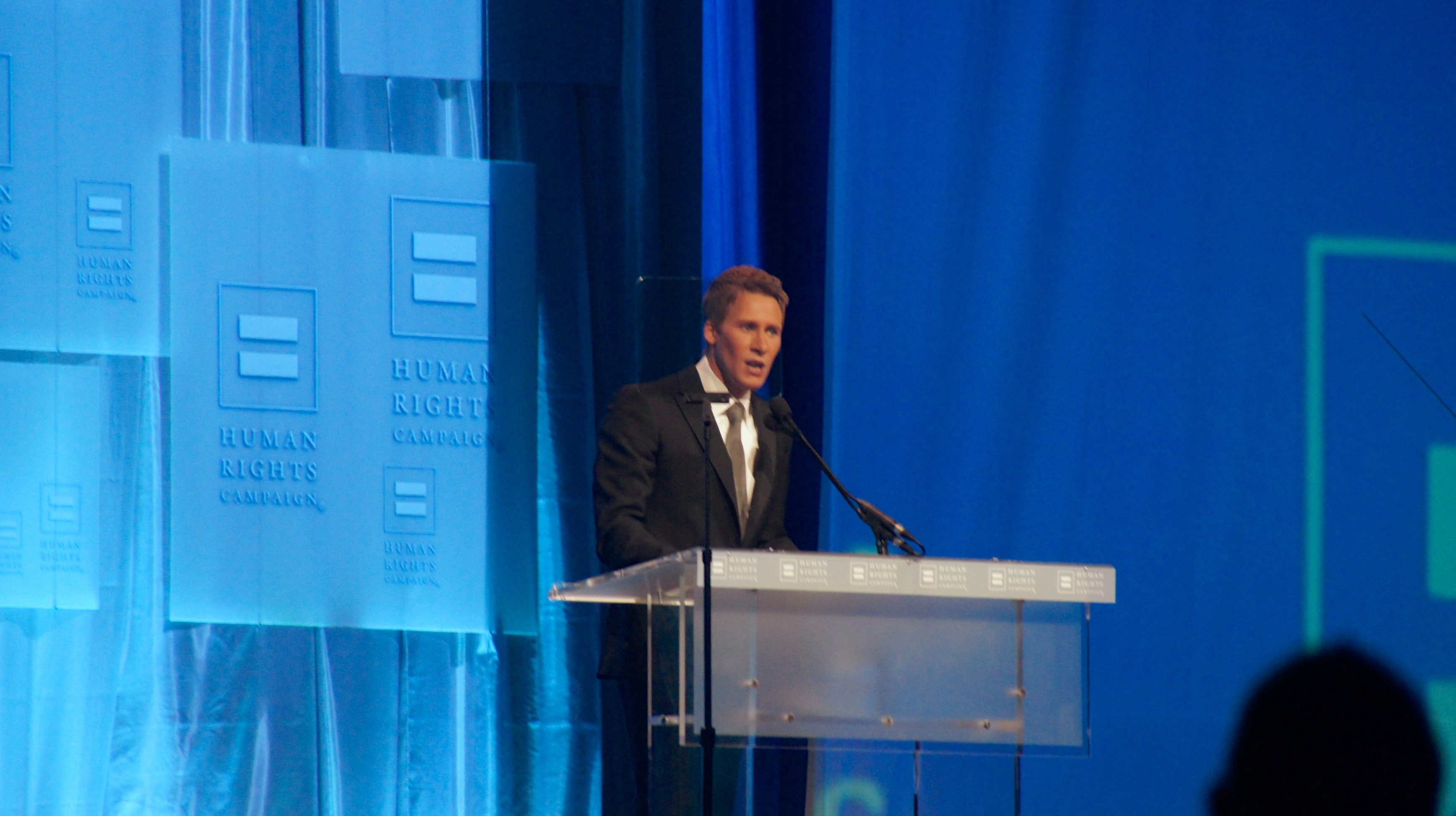
Lance Black als geladener Sprecher beim Human Rights Campaign National Dinner 2012

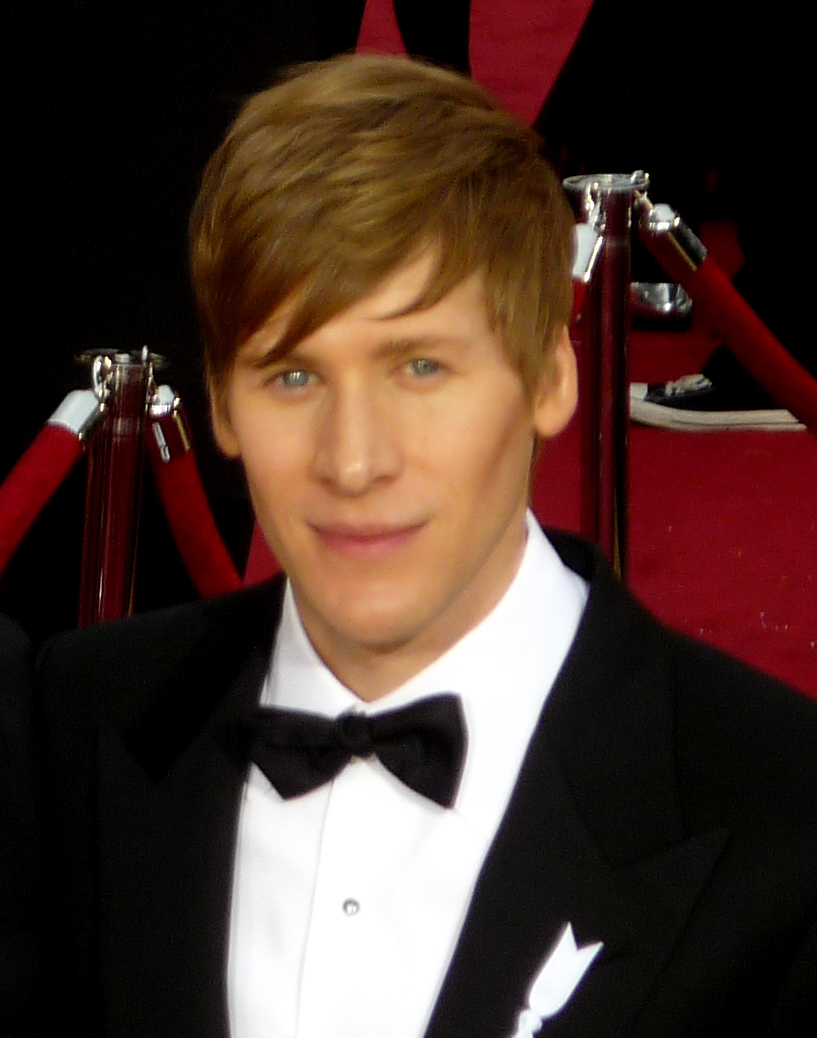
Lance Black bei der 81. Oscarverleihung im Jahr 2009

### Kindheit und Ausbildung
D. Lance Black wurde in Sacramento als mittlerer von drei Söhnen eines mormonischen Missionarenpaares geboren und wuchs in San Antonio, Texas auf. Sein Vater Raul Gerrison verließ die Familie unvermittelt, als Black sechs Jahre alt war, und nahm nie wieder Kontakt auf. Seine Mutter Roseanna „Anne“ (28. Februar 1948 – 16. Juni 2014) litt seit ihrer frühen Kindheit an Polio und war zeitlebens auf Krücken angewiesen. Gegen jede Wahrscheinlichkeit hatte die aus ärmlichen Verhältnissen stammende intelligente junge Frau ein Stipendium erhalten, um Medizin zu studieren – und diese Zukunft nur wenige Monate vor dem Abschluss gegen das zeitlich begrenzte Heiratsangebot eines mormonischen Wanderpredigers eingetauscht, das Unterstützung und Sicherheit versprach, bis er zehn Jahre später die Familie verließ. Als alleinerziehende Mutter erhielt sie fortan Unterstützung durch lokale Organisationen des US-Militärs, für dessen örtliches Krankenhaus sie ehrenamtlich und im Zivildienst arbeitete. Obwohl sie nach ihrem Schulabschluss keine weitere abgeschlossene Ausbildung vorzuweisen hatte, konnte sie sich im Laufe ihres Lebens mit Intelligenz und Einsatz von einer Teilzeit-Sekretärinnenstelle in Texas zur Labortechnikerin der Mikrobiologischen Abteilung des Walter-Reed-Militärkrankenhauses in der Bundeshauptstadt hocharbeiten, wo sie von Patienten und Ärzten gleichermaßen geschätzt und respektiert wurde. Sie überstieg ihre erwartete Lebenserwartung um ganze 60 Jahre und starb 2014 an den Folgen eines Herzinfarktes. Blacks älterer Bruder Marcus Raul Black (2. April 1970 – 25. Januar 2012) lebte bis zu seinem frühen Krebstod in Virginia, sein jüngerer Bruder Todd Bryant Black (* 4. März 1976) lebt mit seiner Familie in Austin (Texas). Als allumfassendes Gefühl seiner Kindheit und Jugend bis ins junge Erwachsenenalter bezeichnet Black Angst, hauptsächlich die Angst vor dem Anderssein – verursacht und verstärkt durch Politiker aller Fraktionen, Lehrer, Familie und Kirche. Vom Kindergarten an hätten diese Institutionen ihm hauptsächlich diese eine Lektion eingebrannt: „And I’m learning what fear is: fear is leadership. Fear is how you get people to do what you need them to do.“ („Und ich lerne, was Angst ist: Angst ist Herrschaft. Angst ist, wie man andere Leute dazu bringt, das zu tun, was man von ihnen will.“)
Die zweite Ehe seiner Mutter war wie ihre erste aus der Not geboren und von Gewalt und Missbrauch geprägt, wofür die mormonische Gemeinde grundsätzlich der Ehefrau bzw. ihren „unzureichenden Qualitäten“ die Schuld gab und ihr keine Handlungsalternativen aufzeigen konnte. Erster Hoffnungsschimmer war für Black die aufkeimende Liebe seiner Mutter zu dem sehr viel jüngeren Soldaten Jeff Bisch, die sie veranlasste, ihren Ehemann zu verlassen und mit den Kindern (Lance damals 13 Jahre alt) nach Kalifornien zu ziehen. Black betrachtet Bisch als seinen Vater und bezeichnete ihn offiziell als solchen beispielsweise in seiner Verlobungsannonce (2015). Anne heiratete erneut und wurde später mit der Familie nach Virginia versetzt, während Black für sein Studium an der Westküste blieb. In Kalifornien lernte er auch die Geschichte von Harvey Milk kennen – erst zehn Jahre nach dessen Ermordung.
Die Aufzeichnung einer Rede Milks in Blacks Heimatstadt San Antonio gab ihm selbst Hoffnung, eines Tages offen leben zu können: „It gave me the hope to live my life. It gave me the hope one day I could live my life openly as who I am and then maybe I could even fall in love and one day get married.“ („Sie gab mir die Hoffnung, mein Leben zu leben. Sie gab mir die Hoffnung, eines Tages könne ich offen so leben, wie ich bin, und vielleicht sogar mich verlieben und eines Tages heiraten.“) Milk hatte nach mehreren Fehlschlägen die Wahlen zum (ersten offen schwulen) stellvertretenden Bürgermeister und später zum Stadtrat von San Francisco gewonnen, indem er mit einer optimistischen Botschaft der Hoffnung und Tatkraft nicht nur homosexuelle, sondern eine Vielzahl von Minderheiten direkt ansprach und zusammenbrachte. Für Black umfasste dieser Beweis der Möglichkeit einer erfolgreichen (politischen) Karriere als schwuler Mann noch eine weitere, besonders wichtige Botschaft:

“When I heard that speech, it was the very first time in my life that I heard someone leading with hope – and not fear. And his brand of hope actually included me.”

„Als ich diese Rede hörte, war es das erste Mal in meinem Leben, dass ich jemanden hörte, der mit Hoffnung führte und nicht mit Angst. Und dieses Zeichen der Hoffnung schloss mich sogar ein.“

Um ihm zu helfen, seine Schüchternheit zu überwinden, meldete ihn seine Mutter für die Theater-AG seiner Schule an. Noch während seiner Highschoolzeit begann Black an dem Theater The Western Stage in Salinas zu arbeiten, später war er auch für Theaterproduktionen wie bare: a pop opera an Hollywoods Hudson Main Stage Theater tätig. Black schloss während dieser Zeit sein Studium an der School of Theater, Film and Television (UCLA) in Los Angeles als bester seines Jahrgangs ab. Weihnachten 1996, noch während seiner Studienzeit, hatte Black sein unfreiwilliges Coming-out innerhalb seiner Familie durch seine emotionale Reaktion auf die Hasstiraden seiner Mutter über Don’t ask, don’t tell – eine militärische Richtlinie, die seine Mutter nicht etwa deshalb verabscheute, weil sie Homosexuelle innerhalb des Militärs unterdrückte und in die Geheimhaltung drängte, „sondern, weil sie Schwulen und Lesben, diesen, wie sie gelernt hatte, gebrochenen, gefährlichen Sündern, unter dem Deckmantel der Verschwiegenheit einen Zugang in ihr heiliges Militär gewährte“.
Die tief in ihrem Leben verankerte Homophobie konnte seine Mutter jedoch bereits wenige Monate später völlig unerwartet und vollständig ablegen, als sie im Rahmen seiner Abschlussfeier seine vielen LGBT-Bekannten kennenlernte und von diesen nur durch ein Missverständnis mit ihren persönlichen Leidenswegen in hasserfüllten Familien und mit ehrlichen und konkreten Geschichten über ihr Liebes- und Gefühlsleben konfrontiert wurde. Der urplötzliche und so radikale Sinneswandel nur aufgrund der Konfrontation mit den individuellen Lebensgeschichten seiner für sie bis dahin fremden Freunde bestätigte Black in seinem Wunsch, sein Leben als Geschichtenerzähler zu bestreiten.

### Anfänge als Filmemacher
Nach seinem Studium arbeitete er erst als Kellner und in anderen Minijobs und investierte sein Geld in die Produktion von Dokumentarfilmen, „denn es kostet verhältnismäßig wenig, einen Dokumentarfilm zu drehen, es kostet auch nicht viel, einen solchen Film für Filmfestivals anzumelden und die Zuschauer bei diesen Festivals sind wirklich aufmerksam. Denn sie brauchen neue Talente, besonders solche am Beginn ihrer Laufbahn.“ Seine Filmprojekte erregten die Aufmerksamkeit der BBC, die sein erster fester Arbeitgeber als Filmemacher wurde.
Black setzte sich als Ziel, mit seinen Filmprojekten der starken Unterrepräsentation homosexueller Partnerschaften in den englischsprachigen Medien entgegenzutreten. 2000 schrieb Black das Filmdrehbuch für The Journey of Jared Price, einem Film über eine schwule Liebesbeziehung, bei dessen Verfilmung er auch Regie führte. Im gleichen Jahr schrieb er außerdem das Drehbuch zu Something Close to Heaven, einem Kurzfilm mit schwuler Coming-of-age-Thematik, bei dem er ebenfalls Regie führte. 2001 führte er Regie in der Dokumentation On the Bus über einen Ausflug von sechs schwulen Männern nach Nevada, bei der er selbst auch vor der Kamera stand. Des Weiteren war Black Drehbuchschreiber für die Fernsehserie Big Love für den Sender HBO. Danach schrieb er das Drehbuch Pedro, das die Biographie des AIDS-Aktivisten Pedro Zamora nachvollzieht. 2003 begann Black die Arbeit an einem Drehbuch über sein Vorbild und Hoffnungsträger Harvey Milk. Es entstand die Filmbiografie Milk, bei deren Umsetzung Gus Van Sant die Regie übernahm. 2008 kam das Werk weltweit in die Kinos.

### Oscargewinn und Wechsel in die Politik
Am 22. Februar 2009 gewann Black für diesen Film den Oscar für das beste Drehbuch. In seiner Dankesrede nutzte er die Gelegenheit einer der größten Bühnen der Welt und versprach seinem Heimatland, seine Zeit und Energie in die Aufhebung der gerade durchgesetzten Proposition 8 zu investieren und die Ehe für alle nicht nur in Kalifornien zurückzubringen, sondern im ganzen Land durchzusetzen. Dies brachte ihm nicht so sehr von Konservativen, sondern insbesondere von seinen Peers starke Kritik ein, da viele sein optimistisches Ziel als Arroganz, Naivität und weitere Gefährdung der noch verbleibenden Rechte abtaten.
In den folgenden Jahren bemühte sich Black mit verschiedenen Projekten, Reden und Streitschriften, die landesweite Aufmerksamkeit für das Thema zu schärfen und sein Versprechen bei der Oscar-Verleihung in die Tat umzusetzen. Noch 2011 schrieb er das Theaterstück „8“, das die Gerichtsverhandlung über ein Verbot gleichgeschlechtlicher Ehen in Kalifornien anhand der veröffentlichten Verhandlungsprotokolle und am Beispiel mehrerer realer LGBT-Familien schildert. Bekannte Gesichter der US-Filmindustrie kamen als Besetzung des Stückes auf Bühnen in Los Angeles und am New Yorker Broadway zusammen, darunter George Clooney, Morgan Freeman, George Takei, Kevin Bacon, Brad Pitt, Jane Lynch, Matthew Morrison, Matt Bomer, Jamie Lee Curtis, John Lithgow und viele andere. In NY ließ sich sogar der erfolgreiche Dramatiker und insbesondere für seine politische Wegbereitung in den Anfangsjahren der AIDS-Epidemie bekannte Aktivist Larry Kramer (The Normal Heart; Gründer der Organisationen GMHC und Act Up) einen Gastauftritt nicht nehmen. Von einzelnen Auftritten der Inszenierungen wurden weltweit Audio- und Filmaufnahmen veröffentlicht.
Im Anschluss verabschiedete sich Black für mehrere Jahre aus der Filmindustrie, um sich ganz dem politischen Kampf für Gleichberechtigung der LGBT-Gemeinschaft spezifisch im Eherecht zu widmen. Nachdem er von Mentoren und Freunden für seinen „gefährlichen Optimismus“ zurückgewiesen wurde, wandte er sich schließlich an den Bürgerrechtler Julian Bond, einen engen Vertrauten und Unterstützer von Martin Luther King jr. in dessen Kampf gegen die Rassentrennung in den Vereinigten Staaten. Bond sagte seine Unterstützung zu und erinnerte daran, dass für die dauerhafte Änderung der Staatsverfassung und Volksmeinung Verbündete weit außerhalb der eigenen Minderheit notwendig sind. Auf der Basis eines Gerüchtes sprachen sie daraufhin den ultrakonservativen SCOTUS-Juristen Theodore Olson an und konnten auch seine Unterstützung gewinnen. Olson sah sich derart in der Verantwortung, für diese Thematik Grenzen zu sprengen, dass er den Graben zu seinem erbitterten Gegner im Prozess Bush v. Gore, David Boies, überwinden und ihn ebenfalls ins Boot holen konnte. Dieses völlig unerwartete Bündnis trug ebenso wie das fortwährende Weitertragen und Veröffentlichen ganz persönlicher Geschichten dazu bei, im Vorfeld der Gerichtsentscheidung die Umfragungsergebnisse im Volk hinsichtlich der Zustimmung zur Ehe für alle nach und nach völlig umzukehren.
Im Januar 2012, keine zwei Wochen vor der Bestätigung der Unrechtmäßigkeit von Prop 8 durch das 9th District Court of Appeals (Berufungsgericht), erlag Blacks älterer Bruder seinem schweren Krebsleiden. Marcus Black hatte sich wenige Jahre zuvor völlig überraschend und nur Lance gegenüber als schwul geoutet. In seiner Heimat Virginia (mit noch deutlich prekärerer Rechtslage) sah er jedoch anders als sein kalifornisch geprägter Bruder keinerlei Chance, jemals ein offenes Leben führen zu können. Dass Marcus den von Erfolg gekrönten Schritt auf der letzten Etappe zum Obersten Gerichtshof und damit „dieses Gefühl der Befreiung“ nicht mehr erleben konnte, spornte Lance Black weiter an, seinen Kampf um Gleichberechtigung auch nach dem Ende von Prop 8 auf nationale Ebene auszudehnen und in die konservativen Bundesstaaten des Südens und mittleren Westens zu tragen. Die Verfassungswidrigkeit von Proposition 8 wurde noch bis an den Obersten Gerichtshof getragen und dort am 7. Dezember 2012 angenommen. Am 26. Juni 2013 wurde das kalifornische Gesetz außer Kraft gesetzt und eine Stunde später die ersten Paare getraut. Exakt zwei Jahre später, am 26. Juni 2015, fiel schließlich das endgültige Urteil des Obersten Gerichtshofes für die ausnahmslose Öffnung der Ehe in allen 50 Bundesstaaten der USA.
Black engagiert sich in seinen Werken und privat auch weiterhin als LGBT-Aktivist, fordert aber die LGBT-Gemeinschaft dabei immer wieder auf, sich gemeinsam auch für andere Minderheiten starkzumachen und gegen Vorurteile und Ausgrenzung innerhalb der Gemeinschaft vorzugehen. Innerhalb der Gemeinschaft gilt er mitunter als Unruhestifter, da er die oft selbstzentrierte Feierlaune über erzielte Erfolge wie beispielsweise im Eherecht als kurzsichtig, unreflektiert und fatal für die Zukunft als Minderheit bezeichnet. Er fordert immer wieder zur oft unbequemen Zusammenarbeit mit und dem aktiven Einsatz für andere Minderheiten auf und zitiert dabei oft Harvey Milks Politik der “coalition of the uses” („Vereinigung der Wirs“). Medienwirksam protestiert er insbesondere gegen den Umgang der Trump-Regierung mit Muslimen. Er forderte insbesondere die Anhänger und Mitglieder der republikanischen Partei in seinem Familien- und Bekanntenkreis dazu auf, die eigene Verantwortung für das Rechtsstaatssystem der Vereinigten Staaten zu erkennen und gemeinsam für die Absetzung Trumps einzutreten, den er als „(Landes)verräter“ bezeichnete.

### Rückkehr zum Film
Weitere Drehbücher Blacks sind J. Edgar über den FBI-Direktor J. Edgar Hoover, das unter der Regie von Clint Eastwood verfilmt wurde und im November 2011 in die Kinos kam, und als zweite Zusammenarbeit mit Gus Van Sant (Milk) die Verfilmung von Tom Wolfes The Electric Kool-Aid Acid Test.
Am 27. Februar 2017 feierte Blacks Großprojekt When We Rise Premiere, für das er die Idee entwickelte und ausarbeitete, ein Team aus in vielerlei Hinsicht sehr verschiedenen Drehbuchautoren zusammenstellte und einen Teil der Regie übernahm. Auch Gus van Sant gehörte erneut zur Riege der Regisseure. Die achtteilige Miniserie erzählt nach wahren Begebenheiten über eine Zeitspanne von 45 Jahren hinweg die Geschichte einer Reihe sehr unterschiedlicher Mitglieder der LGBTQ-Gemeinschaft, die auf ihre Weise und entgegen allen Widerständen entscheidende Beiträge zur politischen und gesellschaftlichen Entwicklung in Richtung der zunehmenden Gleichberechtigung ihrer jeweiligen Minderheiten leisteten.
Für das Jahr 2023 ist die Veröffentlichung der Filmbiografie Rustin geplant, für die Black das Drehbuch schrieb und auch als Produzent auftrat. Die Titelrolle des homosexuellen Bürgerrechtlers Bayard Rustin übernahm der schwule Schauspieler Colman Domingo.

### Familiengründung

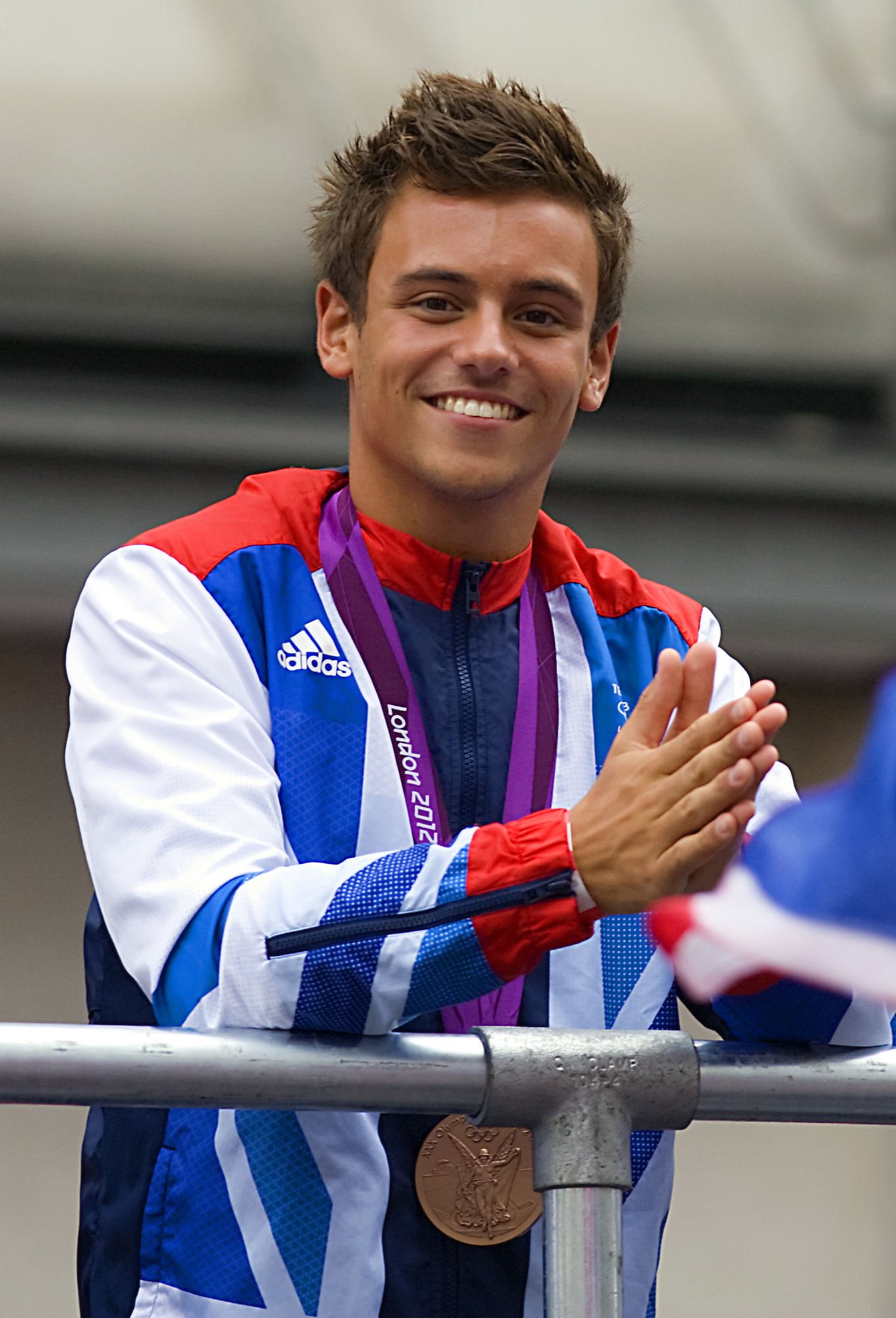
Ehemann Tom Daley nach den Olympischen Sommerspielen 2012

Im Frühjahr 2013 begann seine Liebesbeziehung zum englischen olympischen Wasserspringer und mehrfachem Weltmeister Tom Daley, der sich noch im Dezember desselben Jahres outete und seither zu nur einer Handvoll offen schwuler Athleten im internationalen Spitzensport zählt. Anfang Oktober 2015 verlobten sie sich, seit dem 6. Mai 2017 sind sie verheiratet und leben in London. Am 27. Juni 2018 kam ihr erstes Kind zur Welt, er trägt den Namen von Daleys 2011 verstorbenem Vater Robert. Black beschränkt sich seither auf die Autorentätigkeit von zu Hause aus, Daley nahm nach 15 ununterbrochenen Wettkampfjahren einige Monate Elternzeit, verblieb aber im olympischen Kader und nahm im Herbst 2018 das Training und wenige Monate später auch die Wettkampfteilnahme wieder auf. Verlobung, Eheschließung und die Geburt ihres Sohnes gaben die beiden auf traditionelle Weise jeweils über eine kleine Zeitungsanzeige in der Times bekannt, gefolgt von Beiträgen in den sozialen Medien.

### Mama’s Boy
Blacks Herkunftsfamilie vereint die Zugehörigkeit zu den wohl konservativsten Zweigen der US-amerikanischen Gesellschaft: Das Militär, in welchem ein großer Teil seiner Familie inklusive seiner Eltern Beruf, Heimat und Lebensbestimmung sieht; die mormonische Kirche, die „wohl die einzige Kirche ist, die die katholische Kirche äußerst progressiv und weltoffen aussehen lässt“; das ländlich-dörfliche, südstaatliche, durch und durch republikanisch geprägte Texas; sowie die unteren sozialen Schichten, manifestiert in geringen und qualitativ schlechten Bildungsaussichten und niedrigem Einkommen. In dem Wissen, dass der größte Teil seiner Familie zu Donald Trumps Wählern zählte und sich ihr Wertesystem in vielen Aspekten von Blacks unterscheidet, begann er 2017 mit der Arbeit an seinem ersten Buch mit dem Arbeitstitel The Two Americas, in welchem er die Spaltung seines Heimatlandes anhand seiner eigenen Lebensgeschichte und anhand des radikalen Sinneswandels seiner Mutter ergründen will. Das zunehmend biografische Werk erschien schließlich am 30. August 2019 im für anspruchsvolle Literatur bekannten Knopf-Verlag unter dem Titel Mama’s Boy: A Story from Our Americas. Von Kritikern und Leserschaft wurde es durchweg positiv aufgenommen. Black sprach auch selbst die zeitgleich veröffentlichte Hörbuchfassung ein.

“A magnificent achievement. I cannot remember a book where I cried so often. Brave, insightful, unflinching, funny, sad, triumphant… everything. And both a warning and a hope for the times to come.”

“Mama’s Boy is a beautifully written, utterly compelling account of growing up poor and gay with a thrice married, physically disabled, deeply religious Mormon mother, and the imprint this irrepressible woman made on the character of Dustin Lance Black. Their extraordinary bond left me exhilarated—it actually gave me hope for the future of the republic, which is no mean feat, given the dark mood of our current moment.”

“A memoir of an enduring mother-son bond that transcends even the deepest ideological divides. [… A] heartfelt tribute.”

“[…] Black’s tender and heartfelt love letter to his remarkable mother is an act of courage and reclamation. It’s a well-deserved tribute.”

## Ansichten
Seinen Oscar brachte Black im Gäste-WC unter, um Besuchern eigene Dankesreden und Selfies vor dem Spiegel zu ermöglichen. Dies bezeichnete er in Interviews als eine Art Tradition in Großbritannien und bezieht sich dabei auf verschiedene britische Preisträger wie Kate Winslet und Emma Thompson, die ihre Oscar-Skulptur zu diesem Zweck ebenfalls im Gäste-WC zur Verfügung stellen. Ein anderweitiges offenes Zur-Schau-Stellen solcherlei Auszeichnungen sei in seiner Wahlheimat anders als in den USA zudem als Abgehobenheit verpönt. Er hält es außerdem grundsätzlich für hilfreich, während der Arbeitszeit keinerlei Auszeichnungen in seinem Blickfeld zu haben, um während des Schreibens gedanklich ganz beim kreativen Prozess bleiben zu können.
Black spricht regelmäßig als Gastredner vor Studenten, beispielsweise der Universitäten von Oxford, Cambridge, und Dublin, vor Politikern, Menschenrechtsorganisationen und Künstlerverbänden. Dabei fokussiert sich Black immer wieder auf einige grundlegende Visionen. Er teilt seine Ansicht und Lebenserfahrung, dass allein persönliche Lebensgeschichten die Kraft zur langfristigen Änderung eingefahrener Vorurteile und Ängste und unschätzbares Potenzial zur Verbesserung der Lebensumstände aller bergen. Als zweite für Veränderung unbedingt notwendige Grundbedingung nennt er Aufklärung und ständige Weiterbildung auf der Basis gründlicher Recherche. Drittens hält er es nach dem Beispiel Harvey Milks, Martin Luther King Jr.s und anderer Revolutionäre der neueren Zeit mit der Strategie der Vereinigung scheinbar gegensätzlicher Parteien durch die stetige Suche nach Gemeinsamkeiten. Einen Kampf um Gleichberechtigung könne man als Minderheit jeglicher Art nur durch die Bildung von Koalitionen mit unerwarteten Unterstützern gewinnen, diese wiederum erforderten allerdings einen Blick über den Tellerrand, über die Grenzen der eigenen Minderheit hinaus. Sie erforderten die Überwindung der eigenen Angst vor Unterschieden zwischen den Minderheiten. Sie erforderten zudem die Unterdrückung der eigenen Wut über den Hass anderer – zugunsten eines Entgegenkommens auf der Basis von Neugierde hinsichtlich möglicher unreflektierter Beweggründe für das hasserfüllte Verhalten. In der Erkundung der eigenen Einzigartigkeit sieht Black das Potenzial sowohl für eine erfolgreiche Karriere als auch für ein besseres Verständnis der Gemeinsamkeiten über die selbstgesteckten Grenzen der Gesellschaftsgruppen hinweg. Seine Zuhörer fordert er auf, mutig zu sich selbst zu stehen, aber auch insbesondere für Angehörige von Minderheiten auf- und einzustehen, die mit der eigenen Andersartigkeit möglichst wenig zu tun haben. Als Filmemacher hält er es für essenziell, sich mit Kreativen möglichst unterschiedlicher Sichtweisen zu umgeben, um eine authentische Darstellung zu gewährleisten und an entscheidenden Stellen keine Vermutungen anstellen zu müssen. Für eine aus so vielen Sichtweisen geschilderte Erzählung wie When We Rise bedeutete dies, eine ungewöhnlich große Anzahl von Drehbuchautoren und Regisseuren anzustellen, die Blacks Entwürfe um Beiträge zu ihren eigenen Lebensbereichen ergänzen konnten (Sichtweise von Frauen, von Afroamerikanern und Latinos aus armen und reichen Familien, von Lesben und Heterosexuellen mit und ohne Kindern usw.).

„It is much easier to be right. And if you want to change a mind, you better not come at it with that goal. You better come at it with curiosity. Because their belief system is built on something. And so I try my best, and it is difficult, to come at these sort of confrontations with curiosity. I want to know where that came from. And I know I have met people in the UK who voted for Brexit and believe in that. And it is not my position but I have to come at it with curiosity. I need to understand where they come from. That is number one. And if you start to create that space, you can start to create some understanding. And to also know, and I say to people who are coming out to their parents: No, it is not gonna necessarily go well at first. Know there is a process. And the most important part of that process is keeping the lines of communication open. And it is tough. This is tough work. So come at it with curiosity, keep the avenues of communication open and always, always try to talk out of story and personal experience. I find, when you start to go to law, constitutional law, or science – no matter how right you are, people get defensive. That would be my advice. It does not always work but I find it works more often than not.“

„Every single one of us is a minority in this world in one way or another. It just depends on how you slice that pie. Where you are from. How much money you make. What you believe. These are all ways in which you are different. And they are all ways that make you beautiful. And in sharing your difference and how you feel it is valuable to your country. I urge you to take a piece of yourself and to build a bridge. To build a bridge for a more equal world.“

„The fight for equality by a minority is never over. We constantly have to defend our rights.“

„[After accidentally meeting my friends at our UCLA graduation party] that was the first moment my mom held me – knowing who I was, fully. Loving me for who I am without question. And how did it happen? It didn’t happen because my friends came into that room and started debating politics or policy or law or the constitution or science, no matter how right it is. They came to my mom with story. With personal storytelling from their hearts. And that story, those stories were so potent and so powerful that they erased generations of lies and myths and distortions about being an LGBT person. Lies and myths and distortions she heard her entire life from the church and from the government and from folks in the South. It was gone. That quickly. And that is the power of personal story. And the miracle of that is I look around the room as in every single one of you has one of these. And it is equally powerful. It has the power to change hearts. And that is the quickest avenue to the mind. And you change minds, you can start to change a city, and a town, and a state, and a country, and the world, starting with personal story. And I thought, boy, if that is the power of personal story, then that is what I am going to dedicate my life to.“

„You can’t really change minds by arguing the truth, by arguing the law, by arguing the facts and the science. Even if you’re on the winning side of all that science the thing that changes hearts and minds is story.“

„The work we do in this room to investigate who we are, all of our magnificent differences, all of our diversity, the things that make us unique and special, the ways we are still treated differently under the law and by law enforcement, that is incredibly valuable work. Necessary work. But that work is not sufficient. It is not all we have to do. If we stop there, we are in big trouble. If we stop there, we are divided. And we are weaker. And we will continue in those divisions to allow people like Donald Trump to be elected. The real prize on the other side of understanding our uniqueness is to find our intersections. To find our commonality. To find the bridges. To figure out how we can lock arms even despite our differences to be strong enough to beat back the powers of fear and division. And number 2: Once we have built that coalition of the uses, that important coalition, we gotta […] rise up and resist and fight back. And point out the people who are responsible for stoking fears to create division, stoking fear to push people back down who had been rising up. But if we stop there, that is also not sufficient, is it? […] Right now what we need isn’t just resistance. Right now we need vision and we need vision bad. Because if all we do is resist, again we will be divided and we will continue to fail. The world needs your dreams! The world needs your visions right now. A vision of an equal world where there’s enough. Because there’s a lot of people out there where I’m from who think: If we give everyone equality, there’s not gonna be enough for me anymore. And theres a lot of assholes in Washington D.C. trying to tell them they are right. And they are not right. But if we are going to prove them wrong we have got to share our vision for an equal world. We gotta tell the world that when we get to a place where all of our brothers and our sisters and our sons and our daughters are treated equally no matter who they love or the color of their skin or their gender or their gender identity, there will still be enough for everybody. Paint that picture for us! Rise up, resist, but paint that picture of a brighter future, please, because right now, I’ll tell you, the world needs our anger and the world needs our resistance, but it is thirsty for your vision. Get out there and dream!“

„If you are a writer or a filmmaker, to make yourself invaluable is to be undeniably you. Because there is no-one else like you. So you can go into every single pitch you do and say: ‘I am the only person in the world to write this and to make this and here is why.’ And if you can make that compelling a pitch, they are going to listen. They are even going to find it marketable. Because the most valuable thing in the world is a unique voice and a new point of view.“

## Filmografie
| Jahr    | Filmtitel                  | Medium/Form    | Regie | Drehbuch | Idee | Entwicklung | Produktion | Geschäftsführung | Kamera | Schnitt | Schauspiel | Anmerkungen                                                                                                   |
| ------- | -------------------------- | -------------- | ----- | -------- | ---- | ----------- | ---------- | ---------------- | ------ | ------- | ---------- | --- |
| 2000    | The Journey of Jared Price | Spielfilm      | Ja    | Ja       |      |             |            |                  |        |         |            | [ 24 ] |
| 2000    | Something Close to Heaven  | Kurzfilm       | Ja    | Ja       |      |             |            |                  |        |         |            | [ 25 ] |
| 2001    | On the Bus                 | Dokumentarfilm | Ja    | –        | Ja   | Ja          | Ja         | Ja               | Ja     | Ja      |            | |
| 2003    | My Life with Count Dracula | Dokumentarfilm | Ja    | –        | Ja   | Ja          | Ja         | Ja               |        | Ja      |            | |
| 2003    | Kiss and Tell              | Kurzfilm       |       |          |      |             |            |                  |        | Ja      |            | |
| 2003    | The Singing Forest         | Spielfilm      |       |          |      |             |            |                  |        | Ja      | Ja         | |
| 2003–04 | Faking It (US-Version)     | Fernsehserie   |       | Ja       |      |             | Ja         |                  |        |         |            | 4 Folgen produziert, mind. 2 Folgen geschrieben                                                               |
| 2006–09 | Big Love                   | Fernsehserie   |       | Ja       |      |             | Ja         |                  |        |         |            | 5 Folgen produziert, 5 andere geschrieben                                                                     |
| 2008    | Pedro                      | Fernsehfilm    |       | Ja       | Ja   |             |            |                  |        |         |            | |
| 2008    | Milk                       | Spielfilm      |       | Ja       |      |             |            |                  |        |         |            | |
| 2010    | Virginia                   | Spielfilm      | Ja    | Ja       |      |             |            |                  |        |         |            | ursprünglicher Titel: What’s Wrong with Virginia                                                              |
| 2011    | 8                          | Theaterfilm    |       | Ja       | Ja   |             |            |                  |        |         |            | Black war Dramatiker des Bühnenstücks                                                                         |
| 2011    | J. Edgar                   | Spielfilm      |       | Ja       |      |             |            |                  |        |         |            | |
| 2017    | When We Rise               | Miniserie      | Ja    | Ja       | Ja   | Ja          | Ja         | Ja               |        |         |            | Regie bei zwei der acht Teile, Drehbuch ebenfalls in Zusammenarbeit mit weiteren von ihm ausgewählten Autoren |
| 2023    | Rustin                     | Spielfilm      |       | Ja       |      |             |            |                  |        |         |            | |

## Auszeichnungen
Für Milk (2009):
- Oscar für das beste Drehbuch bei den 81. Oscarverleihungen 2009
- BAFTA für das beste Drehbuch bei den 62. BAFTA-Verleihungen 2009 (nominiert)
- Prädikat wertvoll der Deutschen Film- und Medienbewertung
- Humanitas-Preis für einen herausragenden Spielfilm (nominiert)
- Cinema for Peace Award für den wertvollsten Film des Jahres
- Satellite Award für das beste Drehbuch (nominiert)
- Boston Society of Film Critics Award für das beste Drehbuch
- Dallas-Fort Worth Film Critics Association Award für das beste Drehbuch
- Independent Spirit Award für das beste Drehbuch
- San Francisco Film Critics Circle Award für das beste Drehbuch
- Writers Guild of America Award für das beste Drehbuch
- PEN Center USA Literary Award für das beste Drehbuch
- Broadcast Film Critics Association Award als bester Autor (nominiert)
- Chicago Film Critics Association Award für das beste Drehbuch (nominiert)
- Online Film Critics Society Award für das beste Drehbuch (nominiert)

Weitere Auszeichnungen (Auswahl):
- 2001: The President’s Memorial Award
- 2009: Humanitas-Preis (Sparte: herausragender Fernsehbeitrag, 90 Minuten oder länger; für Pedro; nominiert)
- 2009: 61. Writers Guild of America Award (Sparte: Abendfüllender Fernsehfilm; für Pedro; nominiert)
- 2009: Hollywood Film Festival (Auszeichnung als Drehbuchautor des Jahres; insb. für Pedro und Milk)
- 2009: UCLA’s Distinguished Achievement in Screenwriting Award (UCLA Festival 2009: New Creative Work; verliehen von seiner Alma Mater UCLA School of Theater, Film and Television am 10. Juni 2009 im Freud Playhouse)[26]
- 2009: Distinguished Service to the LGBT Community by a UCLA Alumnus Award (UCLA LGBT Graduation Ceremony am 13. Juni 2009)[27]
- 2011: Bonham Centre Award (für seinen Beitrag zur Bildung und Aufklärung hinsichtlich der sexual diversity, d. h. der Vielfalt von Geschlechtsidentitäten und sexuellen Orientierungen, verliehen von The Mark S. Bonham Centre for Sexual Diversity Studies der University of Toronto am 27. September 2011)
- 2012: Human Rights Campaign Visibility Award (verliehen durch die HRC am 15. September 2012)[28]
- 2013: The Barry Goldwater Human Rights Individual Award (verliehen durch Equality Arizona im September 2013)[29]
- 2018: 70. Writers Guild of America Award – Sonderauszeichnung Valentine Davies Award – außer Konkurrenz (für When We Rise und seinen künstlerischen und politischen Beitrag zur Ehe für alle in den USA)